# Welcome to My Life
Welcome to my life és el primer senzill del disc Still Not Getting Any... de la banda canadenca de pop punk Simple Plan.
La cançó parla fonamentalment sobre comparacions entre la vida del cantant amb la vida d'altres persones que poguessin identificar-se amb la d'ell i així els diu "Benvingut a la meva vida" simulant que les altres persones s'asseguin igual en algunes situacions quan ell se sent sempre així. Welcome to my life és un senzill amb molt sentimentalisme de part del grup, la cançó narra els moments que t'asseus deprimit quan sents que ningú al món et comprèn, quan t'asseus sol, frustrat, quan vius en un món en el qual tots et jutgen per la teva manera de ser per la teva forma de vestir per la música que escoltes i creuen que només ho fas per rebel·lió o per portar la contra, però no s'adonen que al fons no estàs bé, ningú no entén el teu dolor, la teva ràbia, el teu odi, simplement et critiquen per com et veuen, mai es posen en la tasca de mirar en el teu interior i adonar-se que tot està malament, que la teva vida és un fracàs. És una cançó que comprèn molt aquesta part dels joves que avui en dia ni pares, ni mestres ni cap adult arribaria a comprendre. Simple Plan és un grup que s'ha destacat per les seves lletres, ja que amb elles molts joves del món sencer poden expressar els seus temors, les seves rancúnies... Són himnes de la joventut.

## Llistes
Welcome to my life es va posicionar al lloc 40 del Billboard Hot 100. Es va posicionar als llocs número 1 de països com Canadà, Espanya i Mèxic. A Llatinoamèrica va aconseguir posicionar-se també al lloc 1 de la llista Els 10 + demanats.